# Eunicen (Új-Mexikó)
Eunicen város az USA Új-Mexikó államában, Lea megyében. Lakosainak száma 3056 fő (2020. április 1.).

## Népesség
A település népességének változása:

| 2010 | 2 922 |
| 2020 | 3 056 |